# Im Winkel 1 (Hohenwarsleben)

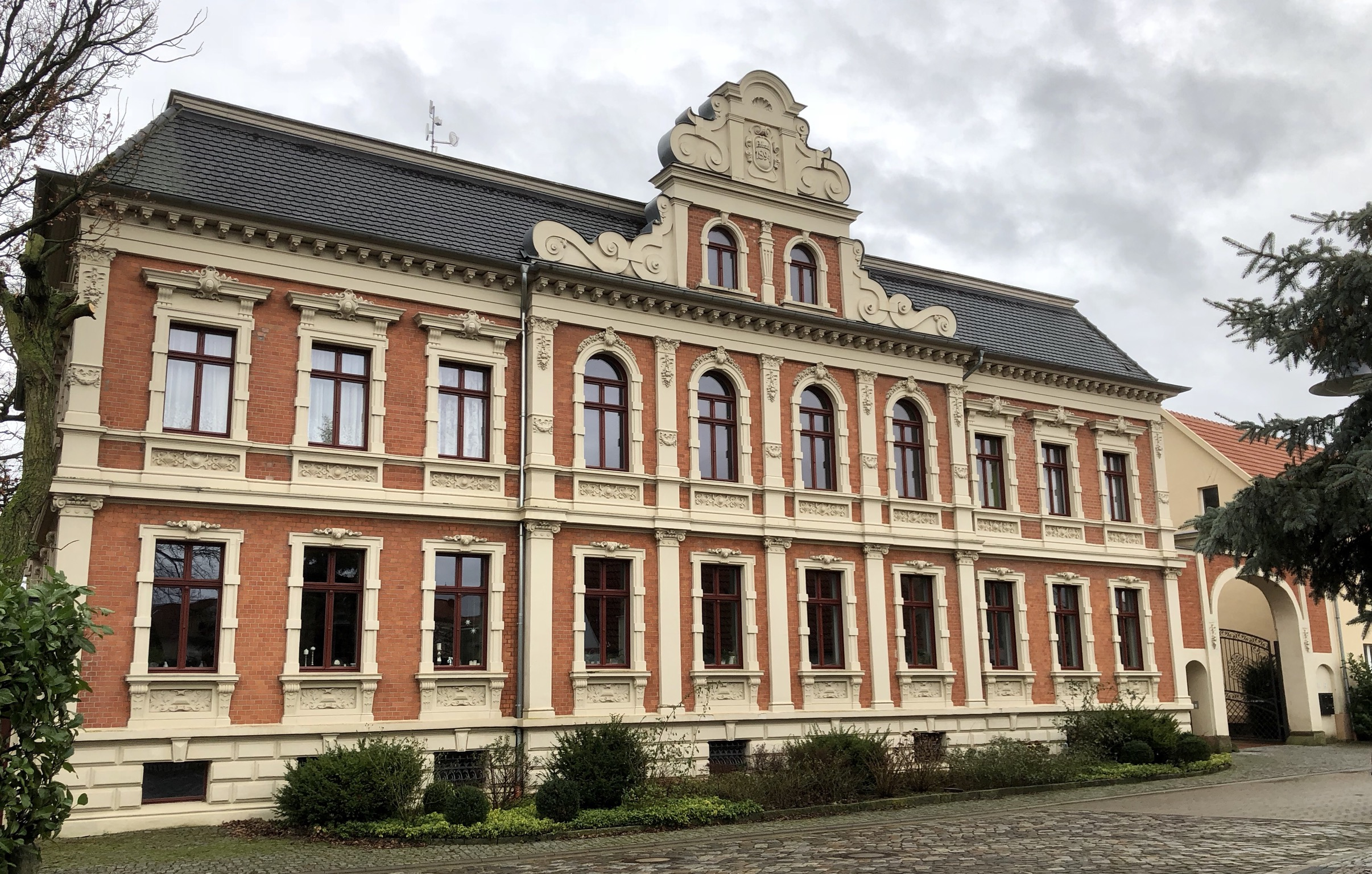
Wohnhaus Im Winkel 1; 2019

Das Gebäude Im Winkel 1 ist ein denkmalgeschütztes Wohnhaus in der Gemeinde Hohe Börde in Sachsen-Anhalt.

## Lage
Es steht im Ortsteil Hohenwarsleben auf der Südseite der Straße Im Winkel und ist prägend für das Straßenbild.

## Architektur und Geschichte
Der stattliche zweigeschossige Bau entstand im Jahr 1894 als massives Ziegelgebäude und gilt als sehr gut erhaltenes Beispiel für einen sogenannten Rübenpalast, mit dem Großbauern in der Gründerzeit ihren Wohlstand ausdrückten. Er verfügt über ein Souterrain. Die Fassade ist zehnachsig, wobei die vier mittleren Achsen als flacher Mittelrisalit gestaltet sind. Die vier oberen Fenster des Risalits sind als Rundbogenfenster ausgeführt. Der Risalit wird von einem prächtig gestalteten Schweifgiebel bekrönt. Die Gliederung der Fassade erfolgt mittels Putzelementen. Sie ist üppig verziert, so bestehen Stuckverzierungen im Stil des Neobarocks und Pilaster. Bedeckt wird das Haus von einem Walmdach. Rechts des Wohnhauses schließt sich ein Torbogen an.
Im Inneren bestehen noch historische Kachelöfen und Stuckdecke.
Im örtlichen Denkmalverzeichnis ist das Wohnhaus unter der Erfassungsnummer 094 75096 als Baudenkmal eingetragen.
Das Gebäude gilt als Zeugnis der großbäuerlichen Wohn- und Lebenskultur, die sich in der Gründerzeit am Lebensstil des städtischen Großbürgertums orientierte.